# Joseph-Marie Tissier
Joseph-Marie Tissier (ur. 14 sierpnia 1857 w La Ferté-Beauharnais, zm. 9 stycznia 1948) – francuski duchowny katolicki, biskup. Święcenia kapłańskie przyjął w 1880 roku, zaś w 1912 został mianowany przez papieża Piusa X biskupem diecezji Châlons. Sakrę przyjął w 1913 roku, zaś w 1947 został wyniesiony do godności arcybiskupiej. Diecezją kierował do swojej śmierci w 1948 roku.